# Dione miraculosa
Dione miraculosa är en fjärilsart som beskrevs av Erich Martin Hering 1926. Dione miraculosa ingår i släktet Dione och familjen praktfjärilar. Inga underarter finns listade i Catalogue of Life.